# 香港吸煙與健康委員會
香港吸煙與健康委員會（英語：Hong Kong Council On Smoking and Health，COSH，簡稱吸健會），由香港政府於1987年10月1日接受世界衛生組織的建議，根據《香港法例》第389章《香港吸煙與健康委員會條例》成立，是香港政府資助之法定團體，主要經費由政府支持。現任主席是湯修齊。

## 歷史
1972年8月，政府成立吸煙行動小組委員會，並向公眾宣傳吸煙有害健康。

## 主要職責
委員會主要負責：
- 反吸煙運動及立法諮詢，包括：推廣、宣傳、教育、策劃及統籌。
- 令市民更認識煙草的禍害
- 保障市民健康

## 歷任首長

### 行政總監
- 張之珏（1990年代初）

### 主席
- 賀達理（1997年－2002年9月）
- 左偉國（2002年10月－2008年9月）
- 劉文文（2008年10月－2014年9月）
- 鄺祖盛（2014年10月－2020年9月）
- 湯修齊（2020年10月－）

## 獎項
委員會於2007年推出一系統有關吸煙的宣傳片，受市民歡迎，並得到第十三屆十大電視廣告頒獎典禮「最受歡迎公益電視廣告大獎」。

## 外部連結
- 委員會網頁 （页面存档备份，存于）